# Šlomo Dajan
Šlomo Dajan (hebrejsky: שלמה דיין) je izraelský rabín, politik a bývalý poslanec Knesetu za stranu Šas.

## Biografie
Narodil se 6. listopadu 1952 ve městě Tetuán v Maroku. V roce 1962 přesídlil do dnešního Izraele. Vystudoval ješivu a získal osvědčení pro výkon funkce rabína.

## Politická dráha
V letech 1983–1988 byl členem místní samosprávy v Jeruzalému a místopředsedou jeruzalémské Náboženské rady. V letech 1985–1987 byl předsedou organizačního výboru strany Šas. Působil rovněž coby předseda Institutu pro studium severoafrického Židovstva. Publikoval články o židovském právu.
V izraelském parlamentu zasedl po volbách v roce 1988, do nichž šel za stranu Šas. Byl členem výboru pro záležitosti vnitra a životního prostředí, výboru pro imigraci a absorpci, výboru pro televizi a rozhlas a zvláštního výboru pro status žen. Zastával funkci místopředsedy Knesetu. Ve volbách v roce 1992 mandát neobhájil.